# Delray Beach International Tennis Championships 2006
Delray Beach International Tennis Championships 2006 — тенісний турнір, що проходив на кортах з твердим покриттям у місті Delray Beach, USA з 30 січня. Належав до категорії ATP International Series, був турніром серії Delray Beach Open 2006 року.

## Фінальна частина

### Одиночний розряд
Томмі Гаас —  Ксав'є Малісс 6–3, 3–6, 7–6(7–5)

### Парний розряд
Марк Ноулз (тенісист) /  Деніел Нестор —  Кріс Гаггард /  Веслі Муді 6–2, 6–3